# Poliaenus volitans
Poliaenus volitans là một loài bọ cánh cứng trong họ Cerambycidae.